# Niels Vorthoren
Niels Vorthoren (Werkendam, 21 febbraio 1988) è un ex calciatore olandese, di ruolo centrocampista.

## Carriera

### Club
Vorthoren ha cominciato la carriera professionistica con la maglia del Willem II. Ha esordito in Eredivisie in data 1º settembre 2007, schierato titolare nella sconfitta per 2-0 subita sul campo del Feyenoord. Il 3 maggio 2009 ha segnato la prima rete nella massima divisione olandese, con cui ha sancito il successo per 0-1 sul campo del Roda.
Nell'estate 2009, Vorthoren è passato al Den Bosch, compagine militante in Eerste Divisie, secondo livello del campionato. Ha debuttato con questa casacca il 7 agosto, schierato titolare nel pareggio per 1-1 maturato in casa del Volendam. Il 4 settembre ha trovato la prima marcatura, nella vittoria per 3-4 sull'Omniworld. Rimasto in squadra per un biennio, ha totalizzato 73 presenze e 14 reti con questa casacca, tra tutte le competizioni.
Nell'estate 2011, è stato messo sotto contratto dall'Excelsior: è tornato a calcare i campi dell'Eredivisie il 5 agosto, schierato dall'inizio nella partita persa per 0-2 contro il Feyenoord. L'Excelsior è retrocesso in Eerste Divisie al termine di quella stessa annata, ma Vorthoren vi è rimasto in forza per un'ulteriore stagione. Il 3 settembre 2012 ha trovato così il primo gol, nel 3-0 inflitto al Fortuna Sittard. Si è congedato con lo score di 50 presenze e 4 reti, tra campionato e coppa.
Lasciato l'Excelsior, si è accordato con il Capelle, in Derde Divisie, dov'è rimasto per una stagione.
Il 26 giugno 2014, l'MVV ha reso noto che Vorthoren si sarebbe allenato con il resto della squadra nelle successive due settimane, con l'ottica di valutarne l'ingaggio. Il 15 luglio ha firmato un contratto annuale con il club. È tornato a calcare i campi dell'Eerste Divisie in data 25 agosto, subentrando a Ronald Hikspoors nella vittoria per 1-2 arrivata sul campo dello Jong Twente. Il 24 settembre ha trovato la prima rete, nella vittoria per 4-3 sull'Helmond Sport, sfida valida per l'edizione stagionale del KNVB beker. Il primo gol in campionato è arrivato invece il 13 febbraio 2015, nella sconfitta per 3-1 patita in casa del De Graafschap. Ha totalizzato 37 presenze e 4 reti con questa maglia, tra tutte le competizioni.
Libero da vincoli contrattuali, a luglio 2015 è stato ingaggiato dagli svedesi dell'Häcken, legandosi al club fino al 30 giugno 2016. Ha giocato la prima partita in Allsvenskan in data 27 settembre, subentrando ad Alexander Jeremejeff nella vittoria per 1-2 maturata sul campo del Falkenberg. Ha contribuito alla vittoria finale della Svenska Cupen 2015-2016, pur limitandosi alla panchina nella finale contro il Malmö FF. A giugno 2017, l'Häcken ha manifestato l'intenzione di non prolungare il contratto del calciatore.
Il 14 dicembre 2016, i norvegesi dello Start – appena retrocessi in 1. divisjon, secondo livello del campionato locale – hanno annunciato l'ingaggio di Vorthoren, col giocatore che ha firmato un contratto annuale valido a partire dal 1º gennaio successivo.
Ha esordito in squadra il 2 aprile, schierato titolare nel pareggio casalingo per 2-2 contro il Fredrikstad. Il 17 aprile ha trovato le prime reti in squadra, siglando una tripletta nel 4-0 inflitto all'Åsane. Ha chiuso la stagione a quota 29 presenze e 11 reti, tra campionato e coppa nazionale. Lo Start ha concluso l'annata al 2º posto finale, conquistando la promozione in Eliteserien.
Il 20 dicembre 2017, lo Start ha reso noto di non aver trovato un accordo per il rinnovo di Vorthoren, che si sarebbe pertanto svincolato alla fine dell'anno.
Il 5 febbraio 2018, il Sandnes Ulf ha confermato di aver tesserato Vorthoren, che ha firmato un contratto annuale col nuovo club.
Il 12 aprile 2019, il Barendrecht ha ufficializzato l'ingaggio di Vorthoren, che sarebbe tornato in patria in vista della stagione successiva.

### Nazionale
Ha giocato nelle nazionali giovanili olandesi Under-17 ed Under-20.

## Statistiche

### Presenze e reti nei club
Statistiche aggiornate al 12 aprile 2019.
| Stagione         | Club             | Campionato       | Campionato | Campionato | Coppe nazionali | Coppe nazionali | Coppe nazionali | Coppe continentali | Coppe continentali | Coppe continentali | Supercoppe | Supercoppe | Supercoppe | Totale | Totale |
| Stagione         | Club             | Comp             | Pres       | Reti       | Comp            | Pres            | Reti            | Comp               | Pres               | Reti               | Comp       | Pres       | Reti       | Pres   | Reti   |
| ---------------- | ---------------- | ---------------- | ---------- | ---------- | --------------- | --------------- | --------------- | ------------------ | ------------------ | ------------------ | ---------- | ---------- | ---------- | ------ | ------ |
| 2007-2008        | Willem II        | ED               | 19         | 0          | CO              | ?               | ?               | -                  | -                  | -                  | -          | -          | -          | 19+    | 0+     |
| 2008-2009        | Willem II        | ED               | 13         | 1          | CO              | 1               | 0               | -                  | -                  | -                  | -          | -          | -          | 14     | 1      |
| Totale Willem II | Totale Willem II | Totale Willem II | 32         | 1          |                 | 1+              | 0+              |                    | -                  | -                  |            | -          | -          | 33+    | 1+     |
| 2009-2010        | Den Bosch        | 1D               | 31+2       | 5+0        | CO              | 2               | 0               | -                  | -                  | -                  | -          | -          | -          | 35     | 5      |
| 2010-2011        | Den Bosch        | 1D               | 33+4       | 8+1        | CO              | 1               | 0               | -                  | -                  | -                  | -          | -          | -          | 38     | 9      |
| Totale Den Bosch | Totale Den Bosch | Totale Den Bosch | 64+6       | 13+1       |                 | 3               | 0               |                    | -                  | -                  |            | -          | -          | 73     | 14     |
| 2011-2012        | Excelsior        | ED               | 17         | 0          | CO              | 1               | 0               | -                  | -                  | -                  | -          | -          | -          | 18     | 0      |
| 2012-2013        | Excelsior        | 1D               | 30         | 3          | CO              | 2               | 1               | -                  | -                  | -                  | -          | -          | -          | 32     | 4      |
| Totale Excelsior | Totale Excelsior | Totale Excelsior | 47         | 3          |                 | 3               | 1               |                    | -                  | -                  |            | -          | -          | 50     | 4      |
| 2013-2014        | Capelle          | 2D               | ?          | ?          | CO              | ?               | ?               | -                  | -                  | -                  | -          | -          | -          | ?      | ?      |
| 2014-2015        | MVV              | 1D               | 35         | 3          | CO              | 2               | 1               | -                  | -                  | -                  | -          | -          | -          | 37     | 4      |
| lug.-dic. 2015   | Häcken           | A                | 4          | 0          | CS              | 1               | 0               | -                  | -                  | -                  | -          | -          | -          | 5      | 0      |
| gen.-giu. 2016   | Häcken           | A                | 3          | 0          | CS              | 0               | 0               | UEL                | -                  | -                  | -          | -          | -          | 3      | 0      |
| Totale Häcken    | Totale Häcken    | Totale Häcken    | 7          | 0          |                 | 1               | 0               |                    | -                  | -                  |            | -          | -          | 8      | 0      |
| 2017             | Start            | 1D               | 27         | 9          | CN              | 2               | 2               | -                  | -                  | -                  | -          | -          | -          | 29     | 11     |
| 2018             | Sandnes Ulf      | 1D               | 28         | 3          | CN              | 3               | 0               | -                  | -                  | -                  | -          | -          | -          | 31     | 3      |
| 2019-2020        | Barendrecht      | 2D               | 0          | 0          | CO              | 0               | 0               | -                  | -                  | -                  | -          | -          | -          | 0      | 0      |
| Totale           | Totale           | Totale           | 240+6+     | 32+1+      |                 | 15+             | 4+              |                    | -                  | -                  |            | -          | -          | 261+   | 37+    |

## Palmarès

### Club
- Coppa di Svezia: 1

Häcken: 2015-2016